# تيغيسيكلين
التيغيسيكلين (INN) هو مضاد حيوي من عائله جليكوسيكلين تم تسويقه من قبل شركة وايث تحت الاسم التجاري Tygacil وقد حصل على موافقة سريعة من قبل إدارة الغذاء والدواء الامريكيه (FDA) وتمت الموافقة في 17 يونيو 2005.
وقد تم تطويره استجابة للانتشار المتزايد للبكتيريا للمقاومة المضادات الحيوية مثل المكورات العنقودية الذهبية (Staphylococcus aureus) و Acinetobacter baumannii. وكذلك أظهرت البكتيريا المعوية المقاومة للأدوية New Delhi metallo-β-Lactamase أيضا استجابه للتيغيسيكلين.

## التركيب الكيميائي
هذا المضاد الحيوي هو أول دواء متاح سريريا من فئة جديدة من المضادات الحيوية تسمى الجليكيسيكلينز، هو مشابه هيكليا للتتراسيكلين لأنه يحتوي هيكل كربوني حلقي يتضمن أربعة حلقات مركزيه وهو في الحقيقة مشتق من المونوسيكلين (أحاديات الحلقة), تيغيسيكلين لديها تفرع على موقع D-9 والتي يعتقد أنه السبب في جعل هذا المضاد الحيوي يمتلك طيف واسع ونشاط واسع.

## ألية العمل
يعمل التيغيسيكلين على منع البكتيريا من التكاثر، فهو يعمل على منع تصنيع البروتين من خلال الارتباط على وحده 30S من ريبوزوم البكتيريا، بالتالي يمنع دخول أمينوأسيل-الحمض الريبي النووي النقال إلى الموقع A من الريبوزوم خلال عمليه الترجمة لبدائية النواة.

## دواعي الاستخدام
ان هذا الدواء الذي يعطى بالوريد لديه فعاليه ضد مجموعه من البكتيريا المسببة للأمراض منها ما هو موجب غرام ومنها سالب غرام. وكثير منها مقاوم للمضادات الحيوية المتوافرة.
لقد تخطى التيغيسيكلين بنجاح المرحلة الثالثة من التجارب وتبين انه على الأقل مساو للفانكومايسن (Vancomycin) ومساو أيضا للازتريونام (Azetreonam) في علاج الالتهابات الجلدية المعقدة والتهابات بُنْيَه الجلد (Csssi). وكذلك فهو على الاقل مساو لل اميبينيم (Imipenim) المعطى وريديا، وايضا للكلياستاتن (Cliastatin) في علاج العدوى المعقده داخل البطن (cIAI).
التيغيسيكلين فعال ضد البكتيريا موجبه غرام، البكتيريا سالبه غرام، وأيضا اللاهوائيه – بما في ذلك العمل ضد المكورات العنقودية الذهبية المقاومة للمثيسيلين (methicillin-resistant Staphylococcus aureus(MRSA)), وال Stenotrophomonas(ستينوتروفوموناس), والمالتوفيليا (maltophilia), والأنفلونزا النزليه (Haemophilus influenza) وأيضا ضد النيسيريا البنيه (Neisseria gonorrhoeae) (وهنا كان اقل تركيز من الدواء لتثبيط البكتيريا هو 2 ميكروغرام/ملMIC values reported at 2 µg/mL- -). وكذلك ضد السلالات من ال Acinetobacter baumannii والتي تكون مقاومه للعديد من المضادات الحيوية.
إن هذا المضاد الحيوي ليس له إيه فعاليه ضد ال أصناف ال Pseudomonas أو ضد اصناف ال Proteus
تم ترخيص دواء لعلاج الجلد والتهابات الأنسجة الرخوة وكذلك التهابات داخل البطن.

### بيانات القابلية
التيغيسيكلين يستهدف كلا البكتيريا موجبه غرام وايضا سالبه غرام وايضا مجموعه من البكتيريا المفتاحيه المُمْرضة المقاومة لكثير من المضادات الحيويه، البيانات التاليه توضح اقل التراكيز لتثبيط البكتيريا التي يكون فيها هذا المضاد فعالا، هذه البيانات لمسببات الأمراض البكتيرية المهمة من الناحية الطبية.
- الإشريليشية القولونية (Escherichia coli): 0.015 ميكروغرام / مل - 4 ميكروغرام / مل
- الكلبسيلة الرئوية (Klebsiella pneumonia): 0.06 ميكروغرام / مل - 16 ميكروغرام / مل
- المكورات العنقودية الذهبية (مقاومة للميثيسيلين) [Staphylococcus aureus (methicillin-resistant)]: 0.03 ميكروغرام / مل - 2 ميكروغرام / مل.[8]

### الجرعات
وتعطى التيغيسيكلين بالتسريب في الوريد ببطء (30-60 دقيقة). يعطى بالبداية جرعه واحده عيار 100 ملغ، بعد ذلك يتم اعطاء جرعه 50 ملغم من الدواء كل 12 ساعه، المرضى اللذين يعانون من أمراض الكبد يجب أن يتم إعطاؤهم جرعات اقل. أما المرضى اللذين يعانون من قصور في الكلى فلا حاجه لتعديل جرعاتهم. هذا الدواء ليس مرخصا لإعطائه للأطفال. ليس هنالك شكل متاح يعطى بالفم.

## التأثيرات الجانبية
التيغيسيكلين له آثار جانبية مشابهة للتتراسيكلين. الآثار الجانبية الأكثر شيوعا من تيغيسيكلين هي الإسهال، والغثيان والقيء. الغثيان والقيء تكون خفيفة ومعتدلة، وعادة ما تحدث خلال اليومين الأولين من العلاج. وتشمل الآثار الجانبية الأخرى الألم في موقع الحقن، والتورم والاحمرار. زيادة أو نقصان معدل ضربات القلب والالتهابات. تجنب أيضا الاستخدام في الأطفال والحمل، وذلك بسبب آثاره على الأسنان والعظام. وكما هو الحال مع المضادات الحيوية الأخرى فان فرط نمو الكائنات الحية التي ليست عرضة للتيغيسيكلين يمكن أن يحدث.
أظهر التيغيسيكلين زيادة في معدلات الوفيات في المرضى الذين يُعالَجون من الالتهاب الرئويه المكتسبة من المستشفيات، وخاصة الالتهابات الرئويه المرتبطة بالتنفس الصناعي (وهو استخدام غير موافق عليه لهذا المضاد). وأيضا في المرضى الذين يعانون من التهابات الجلد المعقدة والتهابات بُنْيَة الجلد، والالتهابات داخل البطن المعقدة وعدوى القدم السكري. وكانت زيادة معدل الوفيات عندما تمت المقارنة مع العلاجات الأخرى من نفس أنواع الالتهابات. الفرق لم يكن ذو قيمه إحصائيا لأي نوع، ولكن كان معدل الوفيات أكبر عدديا لكل نوع من أنواع العدوى مع العلاج بالتيغيسيكلين، وحثَّ ذلك تحذير الصندوق الأسود من قبل إدارة الغذاء والدواء.
هنالك تقارير سريرية عن التهاب البنكرياس الحاد الناتج عن التيغيسيكلين، مع ارتباط محدد بالمرضى المُشَخصين بالتليف الكيسي.

## استخدامات أخرى
قد تكون هناك إمكانية لاستخدامه في سرطان الدم النخاعي الحاد.

## مرادفات
- GAR-936 [13]
- (تيغيسيل) Tygacil